# Montovjerna
Montovjerna és el nom del barri de Dubrovnik (Croàcia) sorgit a l'inici de la península de Lapad, tocant a Gruz. Té a l'oest la zona de Giman (nord-oest) i el barri de Lapad; al nord, la badia de Gruz; a l'est, el barri de Gruz; i al sud, la zona de Hladnica (sud-oest) i Gospino Polje.